# Misoprostol
Misoprostol, được bán dưới thương hiệu Cytotec cùng với một số những tên khác, là một loại thuốc dùng để bắt đầu chuyển dạ, phá thai, ngăn ngừa và điều trị loét dạ dày, và điều trị chảy máu sau sinh do co thắt tử cung kém. Nếu sử dụng cho mục đích phá thai, thuốc thường được sử dụng phối hợp với mifepristone hoặc methotrexate. Sử dụng một mình chúng trong mục đích này cũng cho hiệu quả từ 66% đến 90%. Thuốc có thể được đặt trong má, dưới lưỡi, hoặc đặt trong âm đạo.
Các tác dụng phụ thường gặp bao gồm tiêu chảy và đau bụng. Mức độ an toàn trong thai kỳ được xếp vào loại X, tức là, nếu sử dụng thuốc trong thời kỳ mang thai thì không thể cho ra đời em bé. Trong trường hợp hiếm hoi, hiện tượng vỡ tử cung cũng có thể xảy ra. Đây là một thuốc tương tự prostaglandin - đặc biệt là một prostaglandin E1 tổng hợp (PGE1).
Misoprostol được phát triển vào năm 1973. Nó nằm trong danh sách các thuốc thiết yếu của Tổ chức Y tế Thế giới, tức là nhóm các loại thuốc hiệu quả và an toàn nhất cần thiết trong một hệ thống y tế. Chúng có sẵn dưới dạng thuốc gốc. Chi phí bán buôn ở các nước đang phát triển là từ 0,36 đến 2,00 USD cho một liều. Một tháng sử dụng để điều trị cho loét dạ dày ở Hoa Kỳ là từ 100 đến 200 USD. Lượng thuốc tương tự có giá dao động giữa 30 và 55 EUR tại  châu Âu.